# Призма Вельда-Бланделла
31°17′09″ пн. ш. 45°51′13″ сх. д. / 31.285833° пн. ш. 45.853611° сх. д.

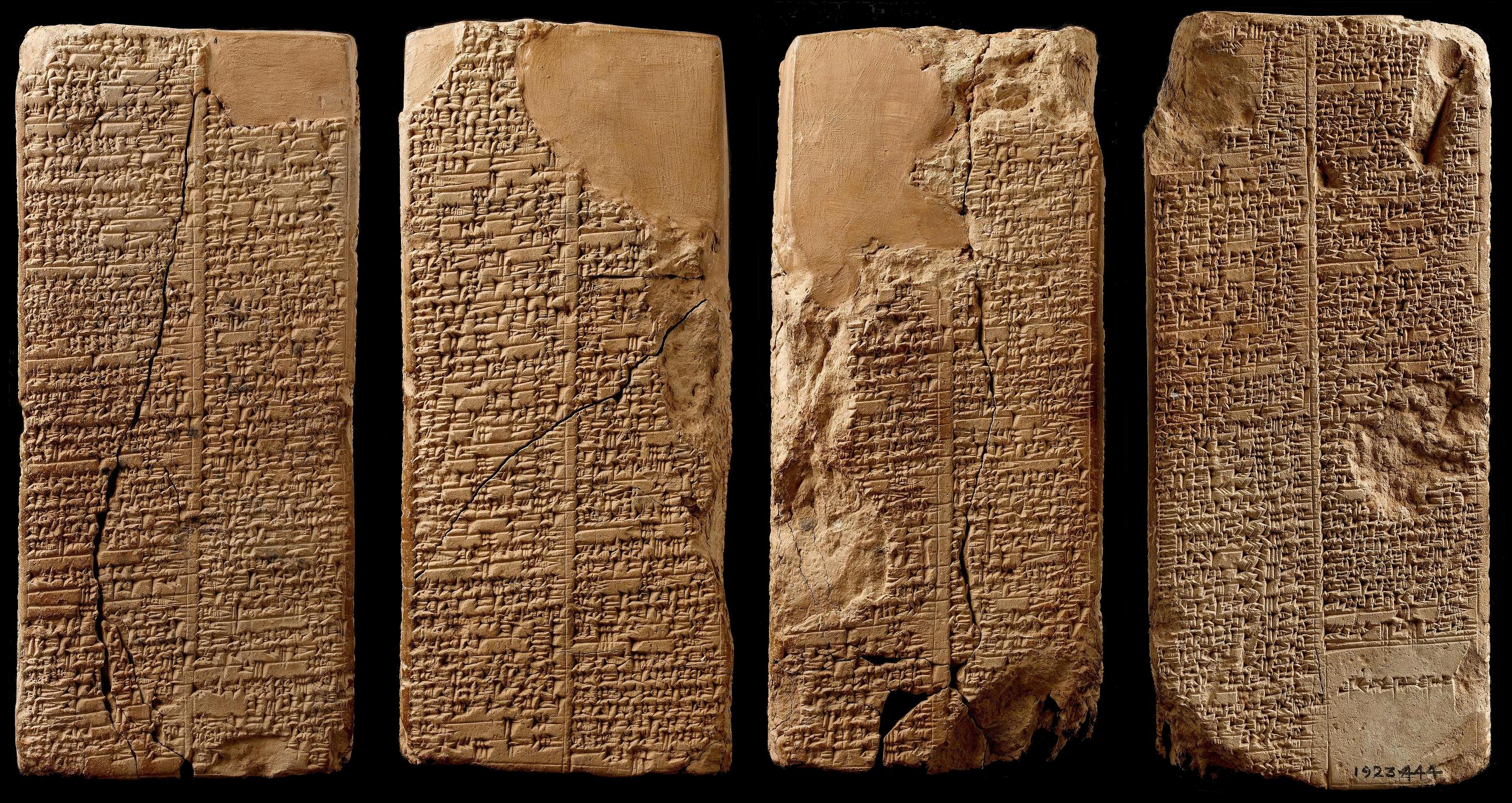
Призма Вельда-Бланделла з усіх сторін

Призма Вельда-Бланделла або WB 444 (музейний номер AN1923.444) — стародавня керамічна призма, знайдена під час експедиції 1922 (англ. Weld Blundell Expedition), очолюваною англійським археологом Герберт Вельд Бланделлом. Артефакт був переданий в клинописну колекцію музею Ашмола і донині там зберігається. Найбільший список правителів Шумера і Аккада  що дійшов до наших днів датується 3200-1800 до н. е. 
Кожна з чотирьох граней, заввишки 20 см і шириною 9 см, містить дві колонки тексту шумерському мовою. У центрі призми знаходиться отвір, куди міг вставлятися стрижень, щоб призму можна було повертати і читати будь-яку сторону. Текст був написаний невідомим переписувачем у місті Ларса в XIX столітті до н. е.
Список правителів починається з допотопних часів і закінчується 14-м правителем династії Ісіна (1763-1753 роки до нашої ери). Багатьом, особливо допотопним, царям приписуються неймовірно довгі терміни правління, внаслідок чого багато вчених вважають цей твір швидше художнім, ніж історичним.
У спробі пояснити такі великі цифри будуються різні теорії. Передбачається, що вони висловлюють величезну важливість правителів, які вважалися напівбогами. Згідно іншої версії, сар (3600 років) і нер (600 років), одиниці вимірювання часу в шумерській системі числення, повинні сприйматися як роки і місяці відповідно. Термін правління після потопу починають зменшуватися і наближаються до реалістичних, тому більш правдивою здається перша.
Писар міг переслідувати політичні цілі, так як він неправдиво стверджує, що Вавілонія в усі часи була об'єднана під владою одного правителя. Призма на момент написання була здатна узаконити політичні амбіції правителя Ларсы.
У шумерському царському списку і Старому Завіті згадуються одні і ті ж епізоди історії Близького Сходу. В обох текстах згадується потоп і міста Содом і Гоморра (в шумерській версії грішників покарали «істоти , що спустилися з гір і які не знали пощади »).
Це відкриття має важливе значення для вивчення біблійної археології, тому що воно підтверджує біблійну розповідь про тривалість життя царів до потопу, містить подібності в списках царів (Буття 5 і 11 глави) і дає відомості про те, що сталося в давнину потоп.
"Всіх же Метушалаходнів було дев'ять сотень шістдесят і дев'ять літ і він помер". (Буття 5:27)

## См. також
- Список царів Шумеру та Аккаду